# 0371

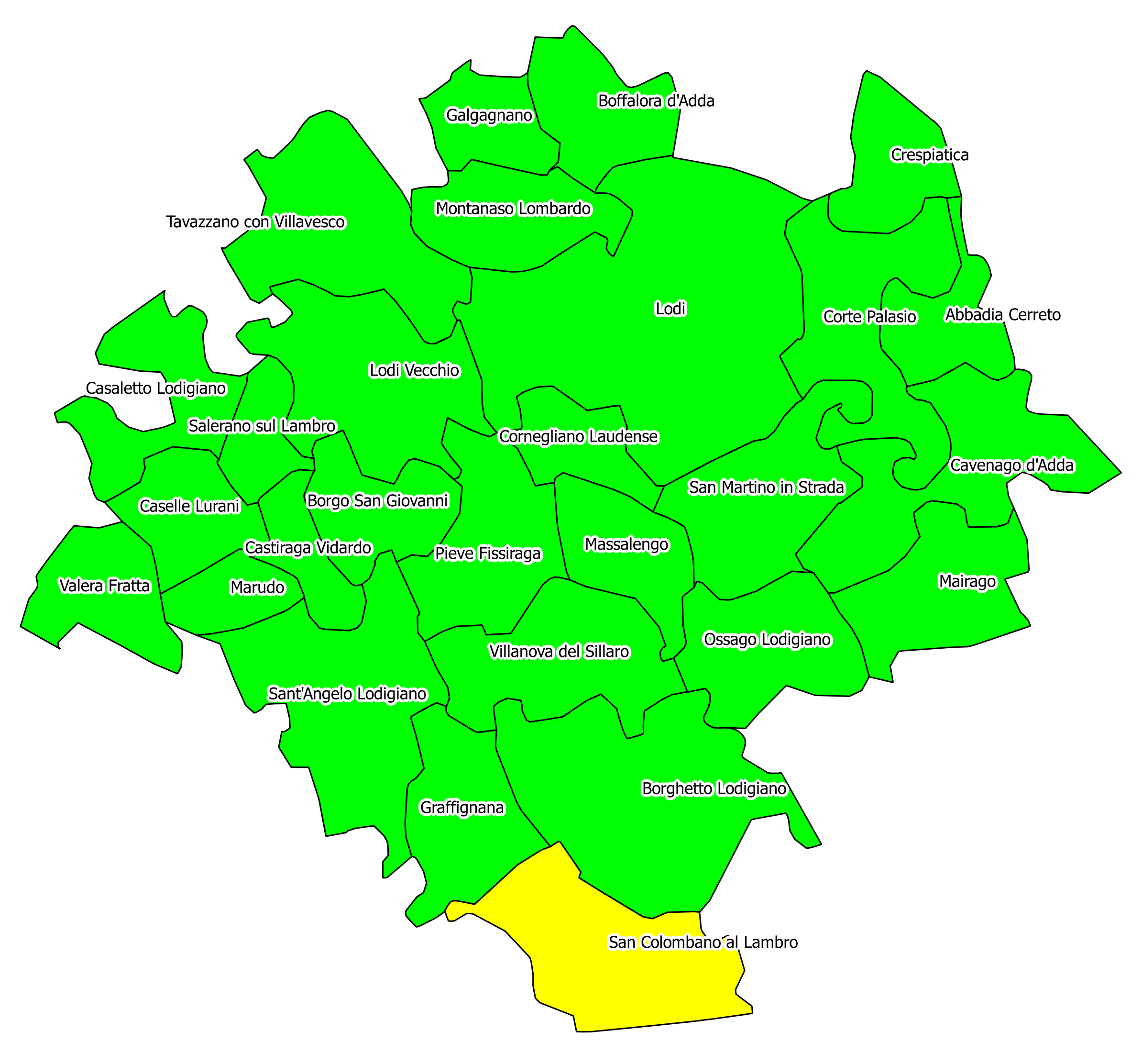
Comuni del distretto telefonico di Lodi; in verde i comuni della provincia di Lodi, e in giallo quelli della città metropolitana di Milano

0371 è il prefisso telefonico del distretto di Lodi, appartenente al compartimento di Milano.
Il distretto comprende la parte centrale della provincia di Lodi ed il comune di San Colombano al Lambro, exclave della città metropolitana di Milano. Confina con i distretti di Milano (02) a nord, di Crema (0373) a nord-est, di Codogno (0377) a sud-est e di Pavia (0382) a sud e a ovest.

## Aree locali e comuni
Il distretto di Lodi comprende 28 comuni compresi in 1 area locale, nata dall'aggregazione dei 3 preesistenti settori di Borghetto Lodigiano, Lodi e Sant'Angelo Lodigiano: Abbadia Cerreto, Boffalora d'Adda, Borghetto Lodigiano, Borgo San Giovanni, Casaletto Lodigiano, Caselle Lurani, Castiraga Vidardo, Cavenago d'Adda, Cornegliano Laudense, Corte Palasio, Crespiatica, Galgagnano, Graffignana, Lodi, Lodi Vecchio, Mairago, Marudo, Massalengo, Montanaso Lombardo, Ossago Lodigiano, Pieve Fissiraga, Salerano sul Lambro, San Colombano al Lambro (MI), San Martino in Strada, Sant'Angelo Lodigiano, Tavazzano con Villavesco, Valera Fratta e Villanova del Sillaro .